# El Cristo de Velázquez

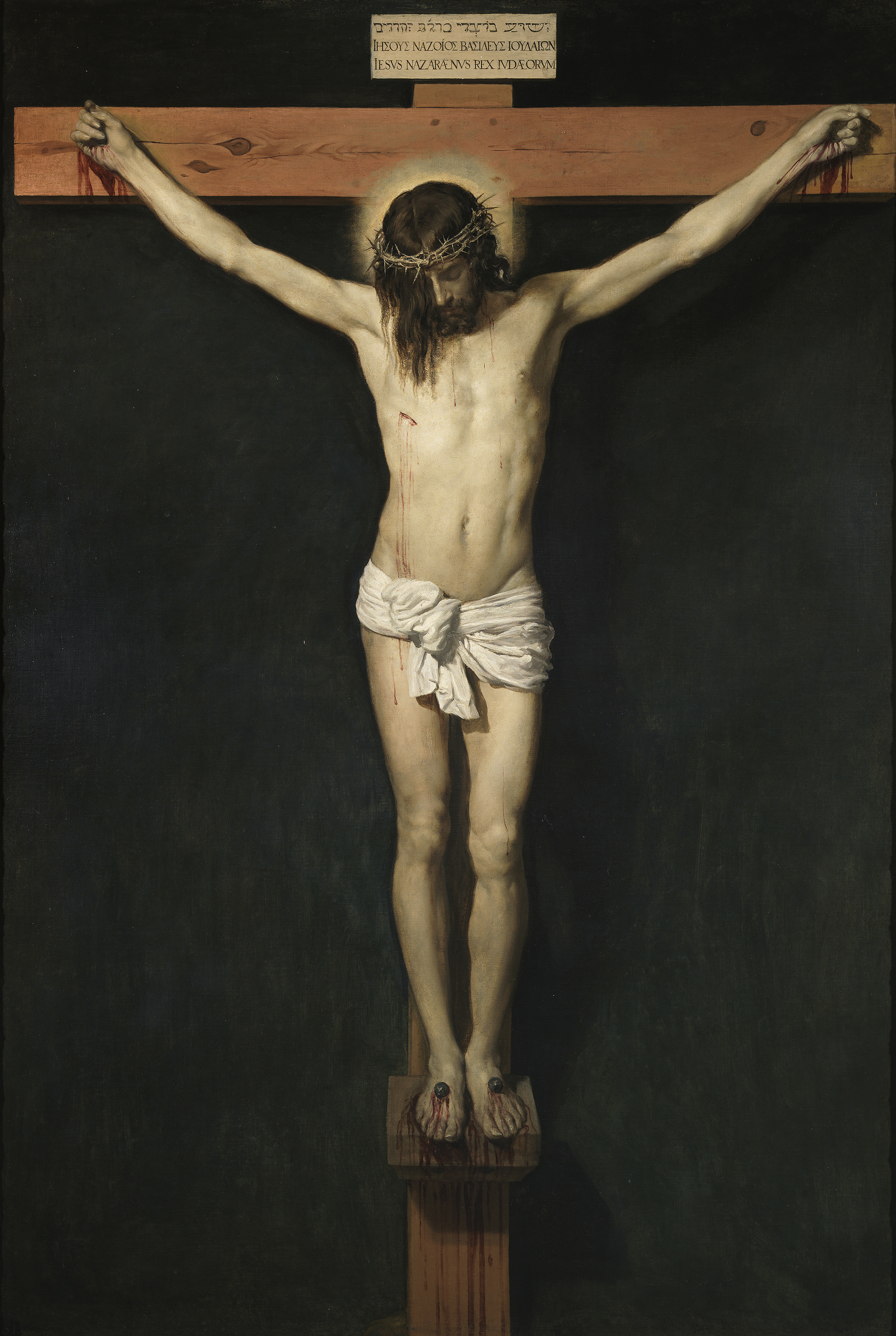
El cuadro Cristo crucificado de Velázquez, sobre el que versa la obra.

El Cristo de Velázquez (1920) es una obra de carácter religioso escrita por Miguel de Unamuno, dividida en cuatro partes, donde analiza la figura de Cristo desde diferentes perspectivas: como símbolo del sacrificio y la redención, reflexión sobre los nombres bíblicos (Cristo mito, Cristo hombre-Cruz, Cristo-Dios, Cristo eucarístico...  siguiendo, en cierto modo, la estela de fray Luis de León y su De los nombres de Cristo), significado poético y simbólico de la imagen del Cristo pintado por Velázquez.
Es una de las más conocidas poesías castellanas escritas en verso blanco; es decir, es una composición de versos que no tienen rima pero sí cumplen los requisitos de medida.